# Radiščevskij rajon
Il Radiščevskij rajon (in russo Радищевский район?) è un rajon dell'Oblast' di Ul'janovsk, nella Russia europea; il suo capoluogo è Radiščevo.